# Episodi di Forever (serie televisiva 2018)
La prima stagione della serie televisiva Forever, composta da 8 episodi, è stata interamente distribuita su Amazon Video il 14 settembre 2018, in tutti i paesi in cui è disponibile.
| n° | Titolo originale | Titolo italiano    | Pubblicazione USA | Pubblicazione Italia |
| -- | ---------------- | ------------------ | ----------------- | -------------------- |
| 1  | Together Forever | Insieme per sempre | 14 settembre 2018 | 14 settembre 2018    |
| 2  | June             | June               | 14 settembre 2018 | 14 settembre 2018    |
| 3  | The Lake House   | La casa sul lago   | 14 settembre 2018 | 14 settembre 2018    |
| 4  | Kase             | Kase               | 14 settembre 2018 | 14 settembre 2018    |
| 5  | Another Place    | Un altro posto     | 14 settembre 2018 | 14 settembre 2018    |
| 6  | Andre and Sarah  | Andre e Sarah      | 14 settembre 2018 | 14 settembre 2018    |
| 7  | Oceanside        | Oceanside          | 14 settembre 2018 | 14 settembre 2018    |
| 8  | Goodbye Forever  | Addio per sempre   | 14 settembre 2018 | 14 settembre 2018    |